# Целевое учреждение

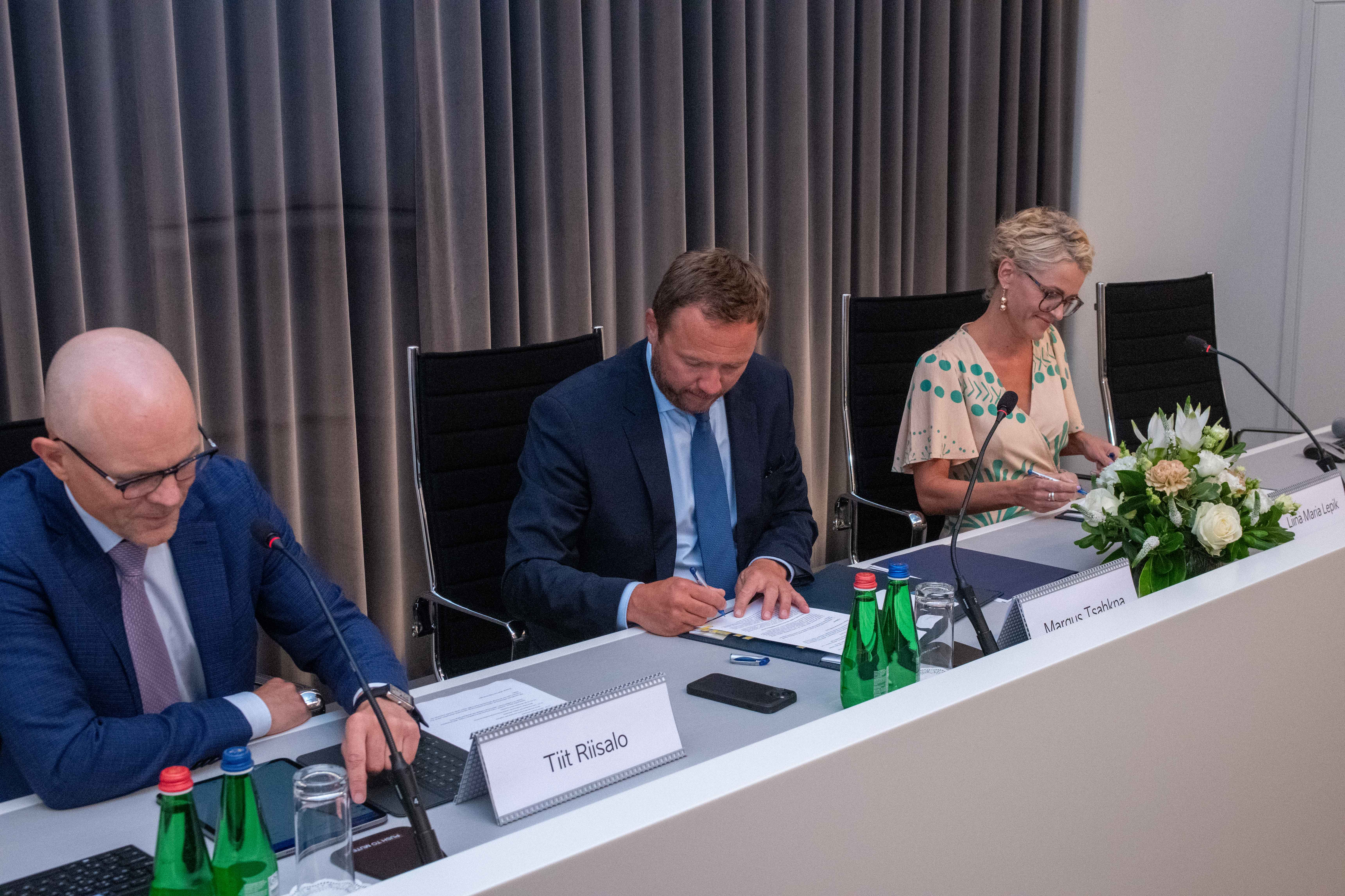
Подписание административно-управленческого договора между Целевым учреждением предпринимательства и инноваций, Министерством иностранных дел и Министерством экономики и коммуникаций Эстонии; 20 августа 2023 года

Целево́е учрежде́ние (эст. sihtasutus, SA, англ. foundation) — организация Эстонии, созданная для некоммерческих целей и зарегистрированная в соответствии с Законом о целевых учреждениях. В отличие от некоммерческой организации, целевое учреждение не имеет членов. Преобразование целевого учреждения в другой вид юридического лица не допускается. Большинство целевых учреждений имеют социальную направленность, такую как культура, здравоохранение, научно-исследовательская деятельность. Управление целевыми учреждениями осуществляется децентрализовано в зависимости от сферы их деятельности. В 2024 году в Эстонии насчитывалось 807 целевых учреждений.

## Основные законодательные положения
Целевое учреждение (ЦУ) – это частноправовое юридическое лицо, не имеющее членов и созданное для управления и использования активов исключительно для достижения целей, определённых его уставом. Основание, регистрацию и деятельность ЦУ регулирует Закон о целевых учреждениях. Обязательными управляющими органами ЦУ являются правление и совет. Правление руководит ЦУ и является его представителем. Совет планирует деятельность ЦУ и организует управление им, а также осуществляет надзор за деятельностью ЦУ.
ЦУ могут учредить один или несколько юридических или физических лиц, которые, в отличие от НКО, не становятся членами ЦУ, но сохраняют полномочия по осуществлению прав учредителя в пределах, определенных уставом ЦУ. ЦУ также можно учредить на основании завещания.
Если ЦУ создан несколькими учредителями, они могут осуществлять все права учредителя только совместно, если иное не предусмотрено решением об учреждении ЦУ. Права учредителя не переходят к его правопреемнику.
Законодательство Эстонии не позволяет зарегистрировать филиал международной организации в качестве целевого учреждения.
Необходимость продолжения деятельности целевого учреждения оценивается исполнителями прав учредителей ежегодно в отчёте об осуществлении прав учредителей.

## Государственные целевые учреждения
По состоянию на март 2024 года министерства и конституционные институты Эстонии обладали вещным правом в 62 целевых учреждениях. Совокупные активы государственных целевых учреждений на конец 2023 года составили 1,98 млрд евро, доходы по сравнению с 2022 годом выросли на 21,3 % и составили 1,3 млрд евро. За период 2012—2023 годов количество государственных ЦУ в стране из года в год менялось разнонаправлено, но к концу 2023 года их стало в общей сложности на 5 меньше, чем в 2012 году. Численность работников государственных ЦУ в этом же периоде имела тенденцию к росту, увеличившись в общей сложности на 49 %, и составила на конец 2023 года 14 409 человек в пересчёте на полный рабочий день (годовой рост — 2,2 %).
В число государственных целевых учреждений, в частности, входят такие, как:
- ЦУ «Эстонское научное агентство» (эст. SA Eesti Teadusagentuur) — финансирование научно-исследовательской деятельности
- ЦУ «Развитие национальной обороны» (эст. Riigikaitse Edendamise SA) — поддержка совершенствования информационно-технического оборудования и обучения Сил обороны Эстонии и Кайтселийта
- ЦУ «Международный центр оборонных исследований» (эст. SA Rahvusvaheline Kaitseuuringute Keskus) — развитие и поддержка политической экспертизы, формирование общественных установок
- ЦУ «CR14» (эст. Sihtasutus CR14) — исследования и разработки в области кибербезопасности в сфере обороны
- ЦУ «Центр инвестирования в окружающую среду» (эст. SA Keskkonnainvesteeringute Keskus) — развитие природоохранной и экологической защиты и просвещения
- ЦУ «Институт Эстонского фильма» (эст. SA Eesti Filmi Instituut) — сохранение и развитие эстонской национальной кинокультуры
- ЦУ «Тартуская Яановская церковь» (эст. SA Tartu Jaani Kirik) — финансирование проектов по восстановлению, использованию и сохранению Тартуской Яановской церкви
- ЦУ «Спортивный центр Техванди» (эст. SA Tehvandi Spordikeskus) — развитие центра олимпийской подготовки и создание условий для проведения свободного времени
- ЦУ Интеграции (эст. Integratsiooni SA) — деятельность, направленная на интеграцию эстонского общества и связанная с иммиграцией и эмиграцией
- ЦУ «Театр “Эндла”» (эст. SA Endla Teater) — пропаганда эстонской национальной культуры и сохранение эстонского языка, создание художественно ценных профессиональных произведений Сохранение и развитие эстонского культурного наследия
- ЦУ «Эстонский государственный симфонический оркестр» (эст. SA Eesti Riiklik Sümfooniaorkester) — сохранение и развитие эстонской музыкальной культуры и, прежде всего, симфонической музыкальной культуры
- ЦУ «Эстонский музей под открытым небом» (эст. SA Eesti Vabaõhumuuseum) — сохранение и развитие эстонского культурного наследия
- ЦУ «Морской музей Эстонии» (эст. SA Eesti Meremuuseum) — сбор, сохранение, исследование и распространение материалов по морской истории Эстонии
- ЦУ «Интернет Эстонии» (эст. Eesti Interneti SA) — управление доменом верхнего уровня с кодом страны .ee
- ЦУ «Инвестиционное агентство Ида-Вирумаа» (эст. SA Ida-Virumaa Investeeringute Agentuur) — развитие предпринимательской среды в Ида-Вирумаа и активное развитие промышленных территорий в муниципалитетах Ида-Вирумаа с индустриальными традициями
- ЦУ «Целевой капитал гражданского общества» (эст. SA Kodanikuühiskonna Sihtkapital) — развитие гражданского общества
- ЦУ «Клиника Тартуского университета» (эст. SA Tartu Ülikooli Kliinikum) — оказание качественной медицинской помощи и медицинских услуг. Разработка новых методов диагностики и лечения, утверждение новых препаратов
- ЦУ «Северо-Эстонская Региональная больница» (эст. SA Põhja-Eesti Regionaalhaigla) — оказание высококачественной специализированной медицинской помощи и неотложной помощи, развитие медицинского образования и научных исследований
- ЦУ «Эстонский центр международного сотрудничества в целях развития» (эст. SA Eesti Rahvusvahelise Arengukoostöö Keskus) — организация и координирование участия Эстонии в международном сотрудничестве в области развития и в долгосрочных проектах гуманитарной помощи с целью увеличения вклада Эстонии в глобальную безопасность и устойчивое развитие
- ЦУ «Культурный фонд Президента Республики» (эст. SA Vabariigi Presidendi Kultuurirahastu) — присуждение культурных, социальных, образовательных и научных премий и стипендий и финансирование соответствующих программ

и др.

## Целевые учреждения города Таллина
По состоянию на конец 2024 года Таллин основал 8 целевых учреждений:
- ЦУ «Дружина школьников» (эст. Sihtasutus Õpilasmalev)[7]
- ЦУ «Развитие Таллинской больницы» (эст. Sihtasutus Tallinna Haigla Arendus)
- ЦУ «Таллинская Детская больница» (эст. Sihtasutus Tallinna Lastehaigla)
- ЦУ «Таллинские Инкубаторы предпринимательства» (эст. Sihtasutus Tallinna Ettevõtlusinkubaatorid)
- ЦУ «Таллинский Котёл культуры» (эст. Sihtasutus Tallinna Kultuurikatel)
- ЦУ «Таллинское Певческое поле» (эст. Sihtasutus Tallinna Lauluväljak)
- ЦУ «Таллинская Стоматологическая клиника»  (эст. Sihtasutus Tallinna Hambakliinik)
- ЦУ «Таллинский Русский лицей»  (эст. Sihtasutus Tallinna Vene Lütseum, находится в состоянии ликвидации)

## Прочие целевые учреждения
- Эстонское целевое учреждение антидопинга и спортивной этики (эст. Eesti Antidopingu ja Spordieetika Sihtasutus, EADSE). ЦУ занимается большинством негативных проблем в спорте, включая допинг, договорные матчи, злоупотребления, нарушения безопасности спортивных соревнований и спортивной этики и т. д.[8]
- ЦУ «Тартуский жилищный фонд» (эст. SA Tartu Eluasemefond), Тарту[9]
- ЦУ «Тартуская Cкорая помощь» (эст. SA Tartu Kiirabi)[10]
- ЦУ «Мыза Тыстамаа» — сохранение местного исторического, культурного и природного наследия на базе мызы Тыстама (Пярнумаа)[11]
- ЦУ «Центр развития Вырумаа» (эст. SA Võrumaa Arenduskeskus), Выру[12]
- ЦУ «Талантливый ребёнок» ((эст. Sihtkapital "Andekas laps"), Пайде — фонд, созданный на основе достояния выдающегося шахматного педагога города Пайде Хиллара Ханссоо[эст.], традиционно награждает талантливых детей города Пайде в преддверии годовщины Эстонской республики[13]

и многие другие.

## Проблемы, связанные с некоммерческими организациями
Существование большого числа некоммерческих организаций и целевых учреждений с непрозрачностью расходования их средств зачастую приводит к разбазариванию государственных финансов и денежных пожертвований, открывает путь коррупции, нарушает в людях чувство справедливости и ставит под сомнение собственные приоритеты государства. В частности, в 2023 году несколько ЦУ получили миллионы евро, большая часть которых была потрачена на зарплаты их сотрудников. Например, единственный член правления ЦУ «Целевой капитал гражданского общества» получал ежемесячную зарплату почти 3000 евро плюс командировочные расходы. 
Практическая ценность ряда целевых учреждений вызывает вопросы у граждан страны, особенно тех организаций, которые занимаются имиджевыми и маркетинговыми проектами, пользу от которых очень сложно измерить.
В 2017 году был завершён неудачный и широко раскритикованный проект создания национального бренда Эстонии, на который ЦУ «Фонд предпринимательства и инноваций» потратил 250 000 евро, и который в народе получил название «блюющий ёжик» (эст. oksendav siil). До этого, в 2005 году, на создание ныне упразднённым ЦУ« Развитие предпринимательства» (эст. Ettevõtluse Arendamise Sihtasutus, EAS), также раскритикованного в эстонском обществе логотипа Эстонии «Welcome to Estonia» было потрачено почти 13 млн крон (более 800 000 евро). На создание единого логотипа для эстонского правительства и государственных организаций ушло полгода и 200 000 евро. Подобные траты государственных денег происходят в то время, когда эстонское новостное поле пестрит сообщениями о новых или повышающихся налогах, об угрозе забастовки учителей из-за низких зарплат и позиции правительства, что денег нигде нет и народу придётся «затянуть ремень потуже». Весьма показательна также мошенническая история эстонского некоммерческого объединения «Слава Украине».

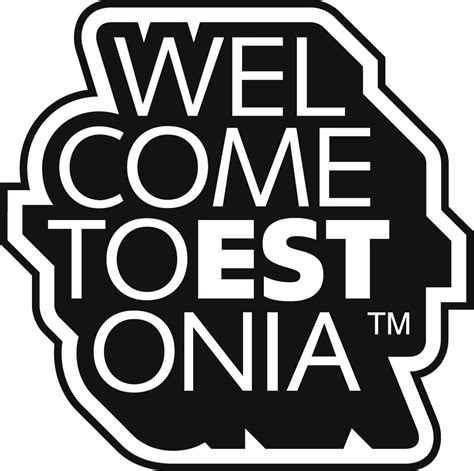
Логотип Эстонии «Welcome To Estonia», созданный в 2005 году за более чем 800 000 евро
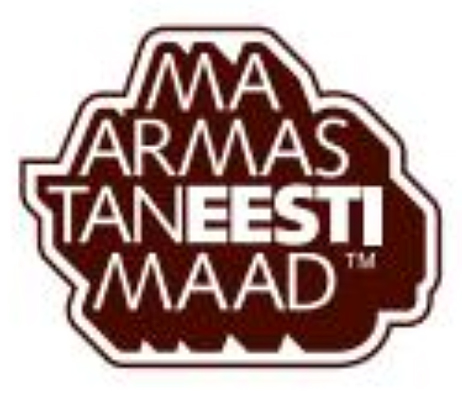
Вариант созданного в 2017 году логотипа на эстонском языке — «Я люблю Эстонию»
Бренд Эстонии, созданный в 2017 году за 250 000 евро
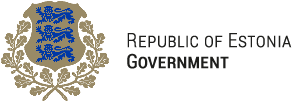
Логотип Правительства Эстонии, разработанный EAS
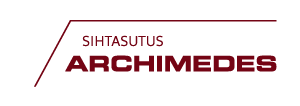
Логотип целевого учреждения «Archimedes» (ликвидировано) Министерства образования и науки